# 下流 (珍娜·傑克森歌曲)
《下流》（英語：Nasty）是非裔美国人女歌手珍娜·傑克森於1986年4月在美國地區發行的單曲，英國地區則晚一個月發行。〈下流〉在告示牌單曲榜獲得第3名，節奏藍調單曲榜則獲得2週冠軍，美國地區銷售為金唱片。

## 資料

### 單曲簡介
〈下流〉為珍娜·傑克森第三張個人錄音室專輯《控制》（英語：Control）中所推出的第二首單曲，這首歌曲的詞曲由珍娜·傑克森和吉米·吉姆與特里·李維斯共同創作譜寫。〈下流〉承接上一首單曲〈看你做的好事〉的流行舞曲風格，節拍強勁又分明，歌詞是女孩在訓斥男孩的一番話。〈下流〉的音樂影片由寶拉·阿巴杜負責編舞，她本人也出現在這支影片當中。

### 商業成績
〈下流〉為專輯《控制》中所推出的第二首單曲，首支單曲〈看你做的好事〉在告示牌單曲榜獲得第4名的成績，這首單曲在1986年5月17日打進告示牌單曲榜，首週成績為第74名。〈下流〉在進榜後名次持續但緩慢的向上攀升，在7月19日來到它的最高名次第3名，成為珍娜·傑克森第二首TOP 5單曲，這首單曲在榜內停留了19週，全美銷售突破50萬張成為金唱片，〈下流〉在1986年告示牌年終單曲排名中位居第58名。〈下流〉雖未能在流行單曲榜奪冠，不過這首單曲在1986年6月14日摘下節奏藍調單曲榜冠軍，並蟬連了兩週，成為珍娜·傑克森第二首節奏藍調冠軍單曲。
〈下流〉發行的日期在美英兩地並不相同，美國地區於1986年4月15日發行，英國地區則延遲至5月27日才推出，〈下流〉在英國單曲榜最高成績為第19名。

### 獎項評價紀錄
〈下流〉不但是專輯《控制》連續第二首TOP 5單曲，連續第二張金唱片，也是連續第二首節奏藍調冠軍單曲，它更是連續第二首舞曲榜亞軍單曲。